# Leslies
Leslies är ett svenskt indieband. Bandet har jämförts med artister som Boyracer, The Aislers Set, The Strokes, The Cardigans och Lloyd Cole.
Gruppen skivdebuterade med EP:n Coming Soon to a Theatre Near You, som utgavs på det franska bolaget La Belle Pop 1995. Albumdebuten skedde med 1996 års Totally Brilliant, utgiven på svenska Harry Lime Records. Albumdebuten följdes av singeln Leaving the House (Harry Lime, 1997), som innehöll tidigare outgivna låtar.
Året efter, 1998, släpptes den självbetitlade EP:n Leslies på amerikanska skivbolaget American Pop Project, följt av gruppens andra studioalbum Of Today - for Today (Jigsaw, 1999).
Ytterligare två EP, Mistaken (Emma's House Recordings, 2000) och Dear Friend (Labrador, 2001), släpptes innan gruppens tredje studioalbum, Leslies utkom på Labrador Records 2001.

## Diskografi
Album
- 1996 - Totally Brilliant
- 1999 - Of Today - for Today
- 2001 - Leslies

EP
- 1995 - Coming Soon to a Theatre Near You
- 1998 - Leslies
- 2000 - Mistaken
- 2001 - Dear Friend
- 2004 - Intercontinental Pop Exchange No. 2 (delad maxi-EP med Paper Moon. Leslies' låtar: In A Matter Of Speaking, Brave Ones och Slightest Idea)

Singlar
- 1995 - The Lime Song
- 1997 - Leaving the House